# 波尔图机场
弗朗西斯科·萨·卡内罗机场（葡萄牙語：Aeroporto Francisco Sá Carneiro），通稱波圖機場（Aeroporto de Porto），是葡萄牙第二大城市波圖的一座民用機場。
機場原名佩德拉什魯巴什機場（Aeroporto de Pedras Rubras），1945年12月3日啟用。現在的名稱是紀念葡萄牙總理簡尼路，因為他在乘機前往此機場時失事遇難。
波爾圖地鐵E線可直達機場。

## 外部連結
- 官方網站（英文）（葡萄牙文）（西班牙文）